# Les Guixeres (Montblanc)
Les Guixeres és una muntanya de 614 metres que es troba entre els municipis de Valls, a la comarca de l'Alt Camp i de Montblanc, a la comarca de la Conca de Barberà.